# Rainer Holbe
Rainer Holbe (* 10. Februar 1940 in Komotau, Reichsgau Sudetenland; † 15. August 2025 in Frankfurt am Main) war ein deutscher Journalist, Autor und Hörfunk- und Fernsehmoderator. Bekannt wurde er durch seine Arbeiten für Illustrierte, den Hörfunk (Hessischer Rundfunk, Antenne Bayern, Radio Luxemburg) und das Fernsehen (ZDF, RTL, Sat.1).

## Leben
Holbe wuchs in Frankfurt am Main auf und besuchte dort die Realschule Deutschherrenschule und anschließend eine Sprachenschule. Er erlernte zunächst den Beruf des Verlagskaufmanns und begann im Jahr 1959 eine journalistische Laufbahn als Volontär bei der Frankfurter Rundschau, wo er 1960 Redakteur wurde (bis 1965). Danach leitete er bis 1972 das Frankfurter Büro des Burda-Verlags.
Holbe wurde bei einem vom Hessischen Rundfunk veranstalteten Talentwettbewerb, in dem für die Hörfunksendung Bunter Abend ein Nachfolger für Hans-Joachim Kulenkampff gesucht wurde, als Moderator entdeckt. Eigentlich nahm er daran teil, um eine Reportage für die Frankfurter Rundschau zu schreiben. Seine erste TV-Sendereihe wurde 1968 Der verflixte Monat – ein Quiz zum Zeitgeschehen (bis 1972). Seine Unterhaltungs-Show Starparade (1968 bis 1980) gehörte zu den erfolgreichsten Sendungen des ZDF.
Der Programmchef von Radio Luxemburg, Frank Elstner, gewann Holbe 1973 als neuen Sprecher im deutschsprachigen Hörfunkprogramm des Luxemburger Privatsenders, zunächst als Urlaubsvertretung und von 1974 an im regulären Dienst, in den ersten Jahren unter dem Namen Rainer (ohne Nennung des Familiennamens). Holbe zog nach Luxemburg und gehörte dem Sprecherteam bis zum Frühjahr 1989 an. Dort avancierte er zeitweise zum Mr. Morning, so der Titel einer seiner beliebten Vormittagssendungen. Ab 1982 präsentierte er Unglaubliche Geschichten über paranormale Phänomene (Stimmen aus dem Jenseits, Glauben an Engel, Marienerscheinungen, UFO-Sichtungen). Mit einer Sendung gleichen Titels zählte er im Jahr 1984 zu den Pionieren des gerade gegründeten deutschsprachigen Fernsehprogramms von RTL. Sie wurde bis 1988 regelmäßig ausgestrahlt. 1987 wurde Holbe dafür mit einer Goldenen Kamera ausgezeichnet. Des Weiteren moderierte er das RTL-Frühstücksfernsehen Guten Morgen Deutschland (1988 bis 1990) und die Talkshow Die Woche (1988 bis 1992). Die Unglaublichen Geschichten legte er bei Sat.1 unter dem Titel Phantastische Phänomene in den Jahren 1992/93 nochmals auf und arbeitete dabei erneut mit dem Parapsychologen Elmar R. Gruber zusammen.
Dem Wechsel von RTL zu Sat.1 gingen Antisemitismus-Vorwürfe voraus, die die Zeitschrift Stern gegen Holbe erhob. Im März 1990 war im Knaur-Verlag sein Buch Warum passiert mir das? erschienen, in dem er Aussagen wiedergab, die von Geistwesen aus dem Jenseits diktiert worden seien. Die Geister hätten Details aus dem früheren Leben Prominenter mitgeteilt, etwa über den jüdischen Hörfunk- und Fernsehmoderator Hans Rosenthal. Unter anderem heiße es in ihren Mitteilungen, die Menschheitsentwicklung sei durch Schuld der Juden durch die Kreuzigung Jesu unterbrochen worden. Obwohl Holbe später betonte, es habe sich um Zitate gehandelt und er selbst teile diese Ansichten nicht, lehnten einige seiner Kollegen die weitere Zusammenarbeit mit ihm ab, und RTL entließ ihn. Nach anderen Angaben soll es zu einer einvernehmlichen Beendigung der Zusammenarbeit gekommen sein; Holbe habe die Moderation des Frühstücksfernsehens aus eigenem Antrieb niedergelegt.
Holbe verfasste mehr als 30 Bücher, vor allem dokumentarische Romane und Sachbücher über Bewusstseinsphänomene.
Ab 2003 lebte er wieder in Frankfurt am Main und arbeitete dort als freiberuflicher Autor. In seiner Freizeit führte er Schulklassen durch das Goethe-Haus.
Holbe war verheiratet und hatte drei Enkelkinder. Seine Frau Rosi starb 83-jährig am 30. September 2024.
Im August 2025 starb er im Alter von 85 Jahren.